# Titularerzbistum Oregon City
Oregon City  ist ein Titularbistum der römisch-katholischen Kirche. 
Das in den USA gelegene Bistum wurde am 24. Juli 1846 aus dem Gebiet des Apostolischen Vikariates Oregon errichtet. Als es am 29. Juli 1850 zum Erzbistum erhoben wurde, war es 21.398 Quadratmeilen groß. Nachdem es 1868 und 1903 Gebiete zur Errichtung weiterer Diözesen abgegeben hatte, wurde es am 26. September 1928 in Erzbistum Portland in Oregon umbenannt. 
Oregon City wurde 1996 in die Liste der Titularbistümer aufgenommen.
| Titularerzbischöfe von Oregon City |                      |                                                                           |               |     |
| Nr.                                | Name                 | Amt                                                                       | von           | bis |
| 1                                  | Augustine Di Noia OP | Sekretär der Kongregation für den Gottesdienst und die Sakramentenordnung | 16. Juni 2009 |     |